# Kapospula
Kapospula è un comune dell'Ungheria centro-meridionale di 1 023 abitanti (dati 2001). È situato nella contea di Tolna.